# Charles Somerset, 4:e hertig av Beaufort
Charles Noel Somerset, 4:e hertig av Beaufort, född den 12 september 1709, död den 28 oktober 1756, var en engelsk ädling, yngste son till Henry Somerset, 2:e hertig av Beaufort.
Han fick sin utbildning vid Winchester College och vid University College i Oxford där han så småningom blev doktor i Civil Laws.
Han utnämndes till parlamentsledamot 1731, en post han innehade till 1745, då han efterträdde sin äldre bror som hertig av Beaufort.
Han gifte sig 1740 i London med Elisabeth Berkeley (1719–1799), syster till Norborne Berkeley, 4:e baron Botetourt. De fick 6 barn, däribland:
- Henry Somerset, 5:e hertig av Beaufort (1744–1803)
- Lady Mary Isabella Somerset (1756–1831), gift med Charles Manners, 4:e hertig av Rutland